# Geschichte des Heilbronner Theaterlebens
Die Geschichte des Heilbronner Theaterlebens reicht bis in das Mittelalter. Heute unterhält das kommunal getragene Stadttheater Heilbronn eine eigene Schauspiel-Sparte und stellt regelmäßig Musiktheater in Gastspielen vor.

## Ursprünge
Die Theatertradition in Heilbronn reicht bis in die geistlichen und weltlichen Laienspiele des Mittelalters zurück. Im 16. Jahrhundert gab es zunftmäßig organisierte Spiele der Wilden Rotte und Bösen Buben. Ab dem Ende des Dreißigjährigen Krieges und im 18. Jahrhundert gab es viele Wanderschauspieltruppen. Nachdem das Aktien-Theater gebaut wurde, berief man im Jahre 1887 die Schwäger Richard Steng und Konrad Krauß zu gemeinsamen Theaterdirektoren. Ein ständiges Ensemble wurde gebildet.

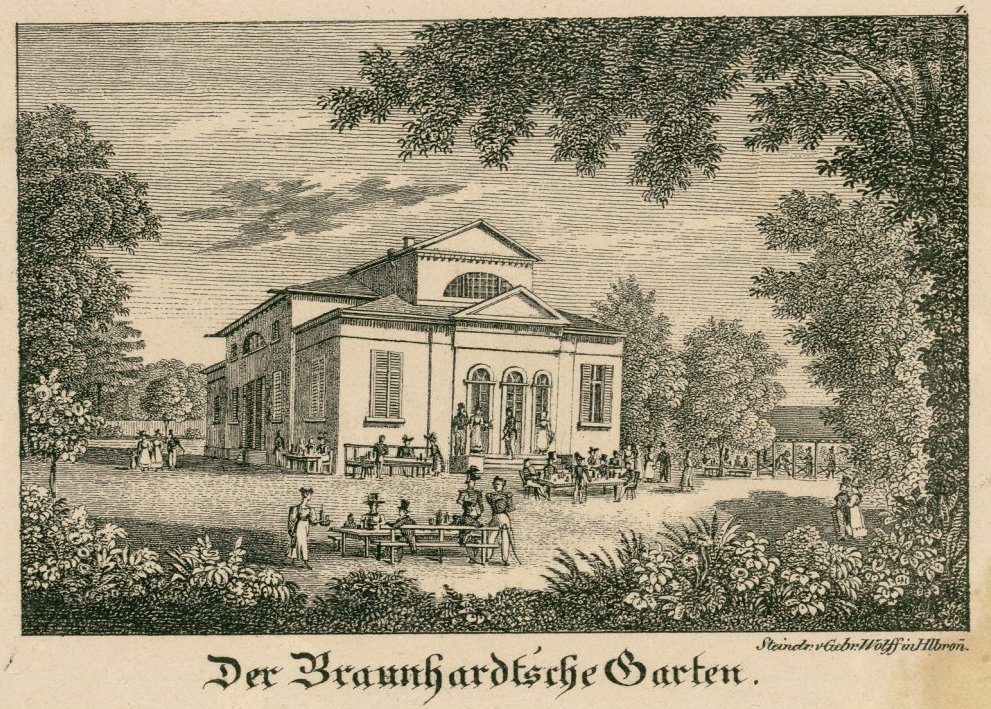
Gebäude des Aktien-Theaters
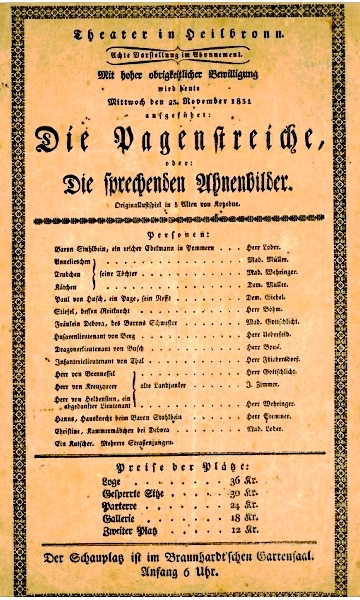
Die Pagenstreiche 23. November 1831 Aktien-Theater, Heilbronn
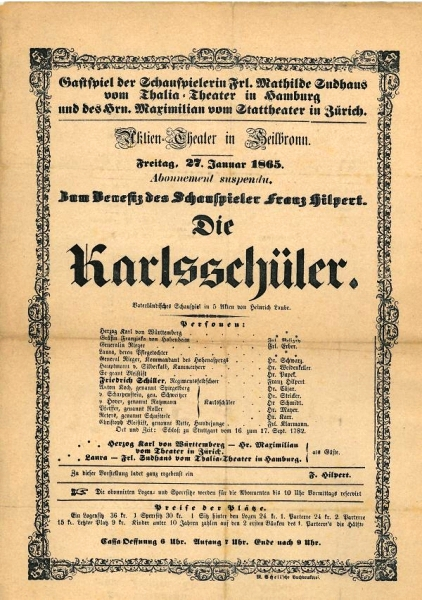
Die Karlsschüler 27. Januar 1866 Aktien-Theater, Heilbronn
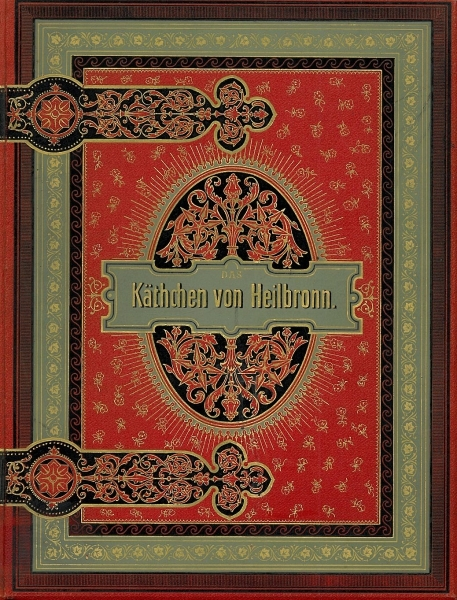
Käthchen von Heilbronn, 15. Januar 1865 Aktien-Theater, Heilbronn, Titelblatt
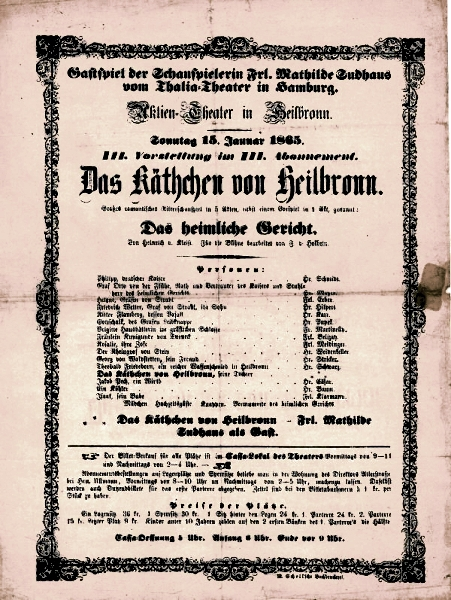
Käthchen von Heilbronn, 15. Januar 1865 Aktien-Theater, Heilbronn
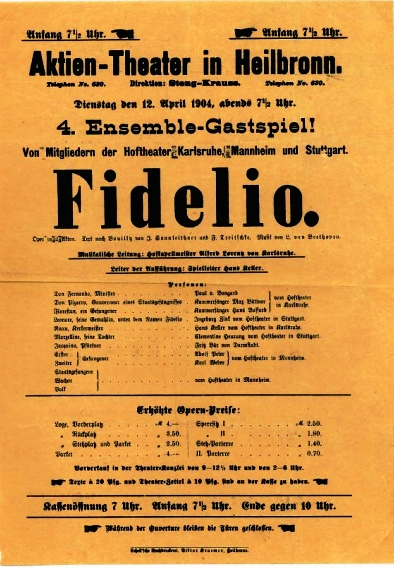
Fidelio 12. April 1904 Aktien-Theater, Heilbronn
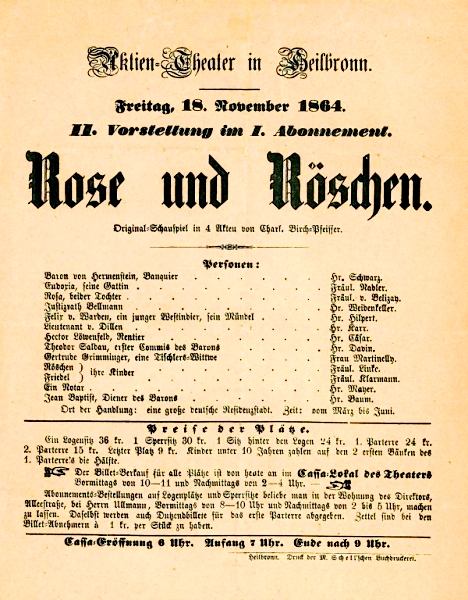
Rose und Röschen 18. November 1864 Aktien-Theater, Heilbronn

### Fischer-Theater (30. Oktober 1913 bis 24. Juni 1944)

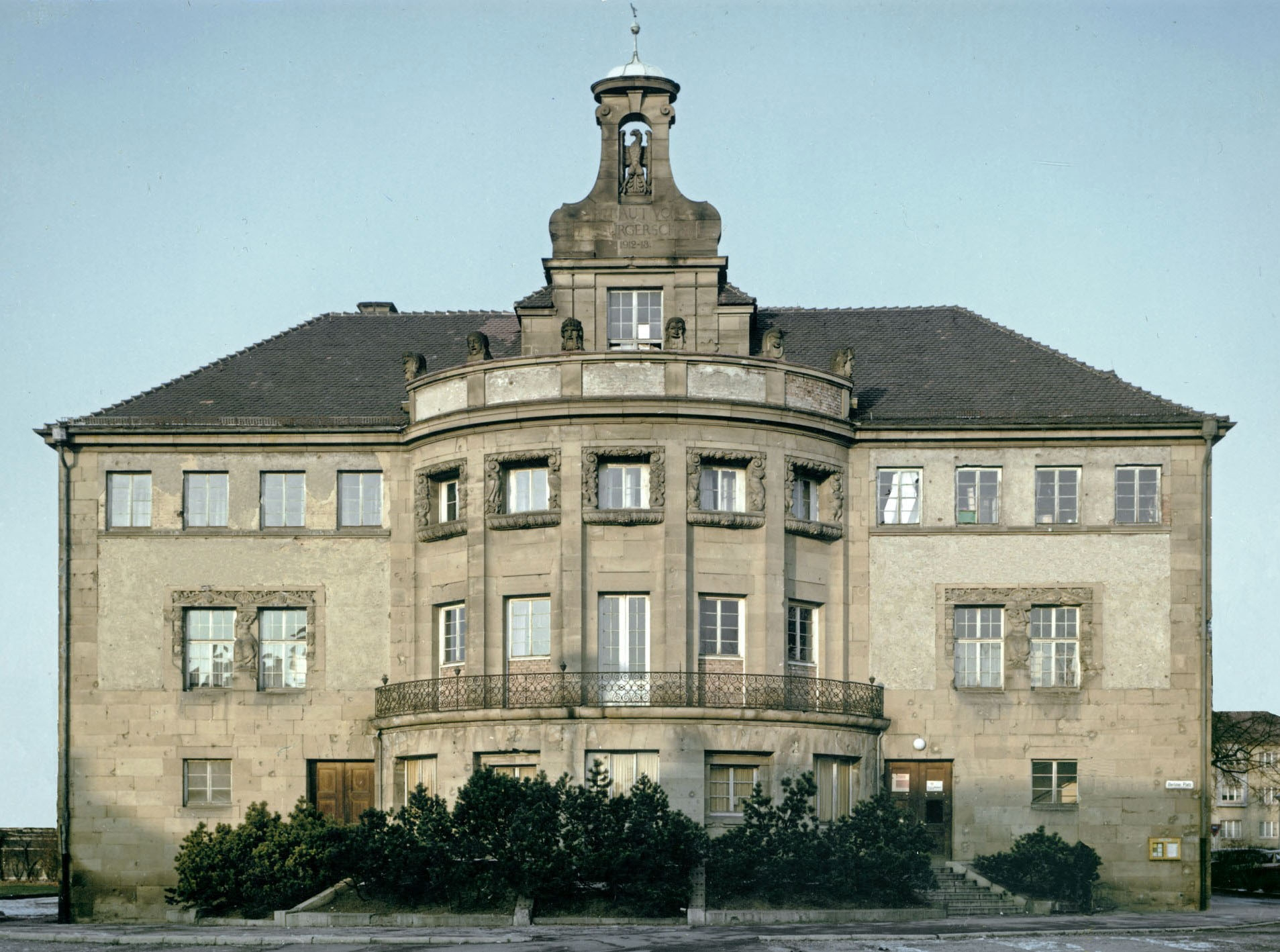
Fischer-Theater

1912/1913 wurde das Fischer’sche Theatergebäude am Nordende der Allee erbaut. Bei der Eröffnung des Baus wurden ein von Peter Bruckmann verfasstes Weihespiel und der dritte Aufzug von Richard Wagners Meistersinger aufgeführt. Dies stellte einen programmatischen Auftakt für eine Spielplangestaltung, die sowohl Schauspiel als auch Musiktheater (Oper und Operette) anbot.
In den ersten zehn Jahren seit der Einweihung wurden Werke skandinavischer und deutscher Dramatiker gezeigt. Weiterhin waren alles klassischen Dramen vertreten. Die Oper war bis auf die Jahre 1914 bis 1916, 1926 bis 1928 und 1931 bis 1933 im Spielplan vertreten. Der Spielplan von 1913 bis 1933 zeigte auch alle wesentlichen klassischen und modernen Operetten. 1924 gab es am Heilbronner Stadttheater 80 Schauspielaufführungen und 129 Opern und Operetten. Der Spielplan des Schauspiels und der Oper zeigte in den 1930er Jahren vor allem volkstümliche Werke. Am 27. Februar 1929 war der Landtag im Heilbronner Theater zu Besuch und prüfte eine finanzielle Hilfe bzgl. des Erhalts des Theaters. Dabei gelangte dieser zu der Einsicht, dass das Stadttheater „als Kulturanstalt für das Unterland zu erhalten“ sei. So gestand am 1. April 1930 der Landtag dem Heilbronner Theater eine Finanzspritze in Höhe von 25 000 RM zu. Das Heilbronner Opernensemble bedankte sich dafür, indem sie Gastspiele in vielen Städten Württembergs gaben. In den Jahren 1923 und 1933 gab es eine „allgemeine trostlose Lage des deutschen Theaters“ mit „Schwierigkeiten und Hemnissen, Sorgen und Nöten“, wobei „viele Bühnen […] geschlossen werden“ mussten und „tausende von Künstlern […] brotlos“ wurden. Diese Situation „spiegelte sich deutlich und klar in der Heilbronner Theatergeschichte wieder“, so dass die Theaterleitung am 15. Februar 1933 erklären musste, dass ihr die Fortführung des Theaterbetriebes nicht möglich war.
Nach der Machtergreifung erlebte das Heilbronner Theaterleben eine „entscheidende Wendung“, als durch „die Neugestaltung des deutschen Theaters durch Reichsminister Dr. Goebbels … sich sogleich und entscheidend auch auf die Heilbronner Theaterverhältnisse“ auswirkte. Oberbürgermeister Gültig übernahm nun in „Erfüllung der nationalsozialistischen Kulturpolitik“ die Leitung des Theaters und machte aus „einer Privatbühne mit städtischem Zuschuss“ ein Stadttheater. Das Heilbronner Theater musste sich den kulturpolitischen Zielsetzungen des NS-Regimes unterordnen, zeigte (bei vollständiger Übernahme in städtische Regie) in den Kriegsjahren zunehmend die „leichte Muse“. Intendanten waren Richard Krauß (1933 bis 1936), Hans Gerhard Bartels (1936) sowie Franz-Joseph Delius (ab 1937). Noch im Jahre 1940 gab es am Heilbronner Stadttheater 349 Aufführungen. Außerdem bespielte das Heilbronner Ensemble in den Sommermonaten das Theater in Bad Wildbad. Am 24. Juni 1944 endete der Spielbetrieb mit der Einberufung der Theatermitarbeiter zum Militär bzw. zu Rüstungsbetrieben. Delius kam als Intendant nach Allenstein, von wo aus Theateraufführungen für Fronttruppen organisiert wurden. Der Fischer’sche Theaterbau wurde mit dem Luftangriff auf Heilbronn für den Theaterbetrieb unbrauchbar.

### Heilbronner Künstler-Theater e.V. (1945–1946)
In der Nachkriegszeit erfolgt der Theaterbetrieb in verschiedenen Spielstätten. So begann am 1. November 1945 der Theaterbetrieb in dem 350 Besucher fassenden Festsaal der Trappenseegaststätte mit Wir machen Musik. Ernst Köneke leitete den Theaterbetrieb des Heilbronner Künstlertheaters. Die nächste Premiere war Ingeborg von Curt Goetz. Ein Opern-Konzert und weitere Schauspielaufführungen wurden gezeigt. Das Heilbronner Künstlertheater gab auch Gastspiele in Obereisesheim, Frankenbach, Großgartach, Weinsberg und Flein. Als der Trappensee-Saal ebenso für den Schulbetrieb und für Kino-Veranstaltung genutzt wurde, mussten neue Räumlichkeiten gesucht werden.

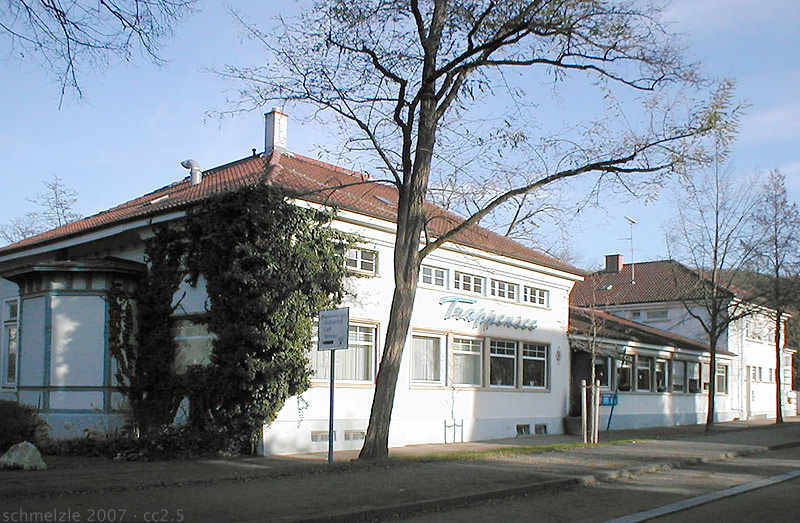
Trappensee

### Theater Heilbronn e.V. und Neues Theater Heilbronn e.V. (1946–1949)
Am 6. Februar 1946 wurden mit Franz Lehárs Operette Das Land des Lächelns unter der musikalischen Leitung von Robert Edler die neue Spielstätte in der Gaststätte Sonne in Sontheim eröffnet. Das Motto lautete dabei „Und neues Leben blüht aus den Ruinen“. Ernst Köneke leitete bis August 1946 das Heilbronner Künstler-Theater in Sontheim, wobei Sprech- und Musiktheater dargestellt wurden. Das Sontheimer Heilbronner Künstler-Theater wurde später in Theater Heilbronn umbenannt und von Dr. Erich Weidner, danach von Eberhard Schmohl bis Ende 1947 geleitet. Theaterleiter wurde Fritz Wilde, und das Theater Heilbronn wurde in Neues Theater Heilbronn umbenannt, dabei wurden Operetten- und Schauspielaufführen geboten. Fritz Wilde (1902–1989) hatte zuvor im Schießhaus in Heilbronn Konzerte veranstaltet. Wilde wurde selbst als Schauspieler tätig und spielte 50-mal den General Harras in Des Teufels General, ein 1945 vollendetes Drama Carl Zuckmayers. Am 2. April 1949 wurde der Theaterbetrieb in Sontheim beendet.

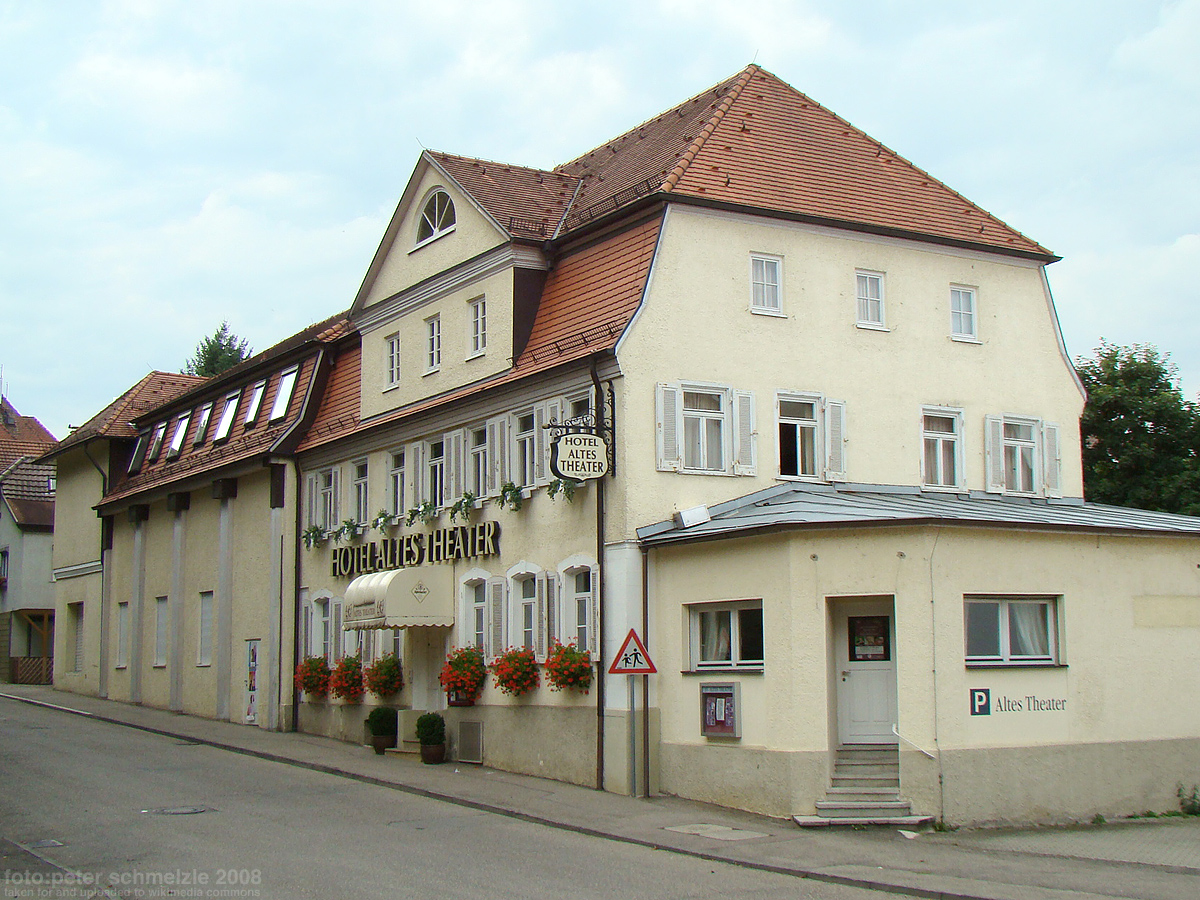
Altes Theater, Sontheim
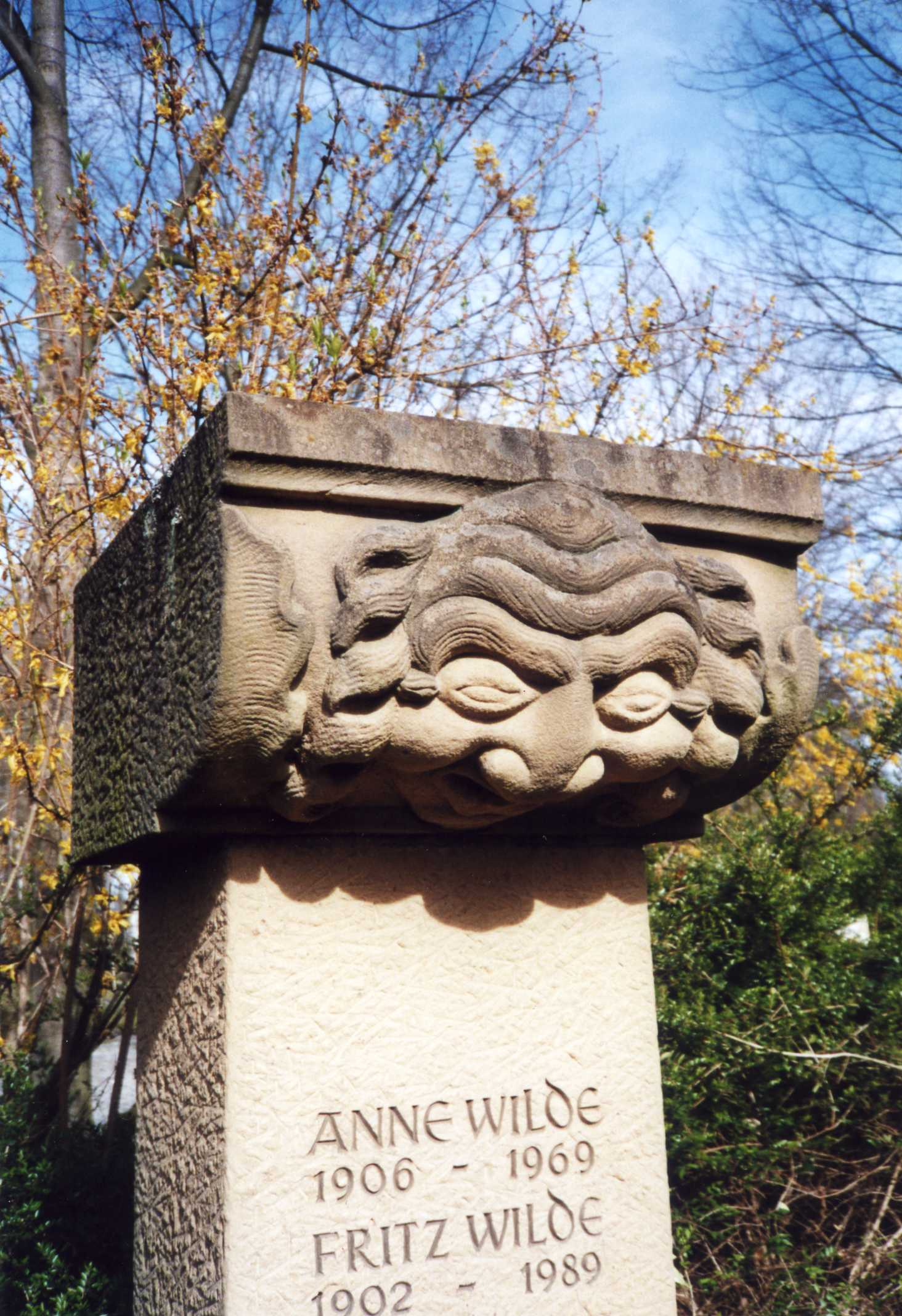
Der Maskenkopf stammt vom Alten Theater, wurde geborgen und diente als Grabstein für Anne und Fritz Wilde.

### Kulturring Heilbronn e. V. (1949)
Im Jahre 1949 wurde der Kulturring Heilbronn e.V. unter Vorsitz von Carl Frühsorger gegründet und wurde Träger der Freilichtaufführungen im Rahmen der Kätchen-Festspiele, die erstmals vom 3. bis 14. September 1952 im Deutschordenshof stattfanden. Der Kulturring knüpfte damit an die Tradition der Laienspielschar an, die 1929 zum ersten Mal im Deutschhof Das Käthchen von Heilbronn gespielt hatte.
- 3.–15. September 1952: Das Käthchen von Heilbronn von Heinrich von Kleist mit Dorothea Mayer vom Schauspielhaus Hamburg[13] in der Titelrolle anstelle der erkrankten Ruth Niehaus[14], Waldemar Leitgeb vom Badischen Landestheater Karlsruhe den Grafen Wetter vom Strahl.[15][16] Ein 1952 herausgegebenes Merian-Heft zeigt auf dem Titelblatt die Schauspielerin Niehaus, die im großen Deutschhof Heilbronn steht – ein Bild, das immer wieder zur irrigen Annahme führt, Ruth Niehaus habe in der Aufführung gespielt:

„In Heilbronns Festspielen tritt das leibhaftige Käthchen aus den Mauern des Deutschordenshauses …Das Titelphoto, eine Aufnahme von Paul Swiridoff, Schwäbisch Hall, zeigt die Schauspielerin Ruth Niehaus als Käthchen. Sie verkörpert diese Rolle in den im Herbst 1952 in Heilbronn stattfindenden Freilicht-Aufführungen des Kleistschen Dramas.“

„Ruth Niehaus fällt die Ehre zu und ihr Portrait ziert das Titelblatt des Merianheft 3/1952, das der Stadt Heilbronn gewidmet ist. Mit langen blonden Haaren und im Schnürkleid steht sie in einem romanischen Torbogen - so wird sie für viele Heilbronner zu einer Art Ikone, zur Verkörperung des Käthchens schlechthin.“

„Theater in den Ruinen. Die Festspiele in den Deutschhof-Ruinen vor dem eingerüsteten Kiliansturm üben seit 1952 eine große Anziehungskraft aus. Als „Käthchen“ wechseln Dorothea Mayer (1953) und Ruth Niehaus.“

- 1.–12. Juli 1953: Das Käthchen von Heilbronn von Heinrich von Kleist mit Dorothea Mayer vom Schauspielhaus Hamburg.[20]
- 17. Juli – 7. August 1954 Urfaust mit Ruth Niehaus als Gretchen, Richard Lauffen als Faust, Alexander Golling als Mephisto.[21] Die Aufführung bildete den ersten Teil der jährlichen Deutschhof-Festspiele mit 8500 Besuchern.[22]
- 19. August – 3. September 1954 Anna Susanna von Georg Weitbrecht. Am 28. August 1954 besuchen der Bundespräsident Heuss und Innenminister Fritz Ulrich die Aufführung, auch der Autor Weitbrecht war anwesend.[23]

- 1.–12. Juli 1955 Die Räuber von Schiller unter der künstlerischen Leitung von Wilhelm Speidel in Anwesenheit von Innenminister Fritz Ulrich.[24]

- 29. Juni – 19. August 1956 Wilhelm Tell unter der Regie von Wilhelm Speidel. Die Veranstaltung des Kulturrings erfreute sich großer Beliebtheit: „Der Zulauf ist so groß, daß zusätzliche Aufführungen durchgeführt werden müssen.“.[25]

- 25. Juni – 15. August 1957 Der Widerspenstigen Zähmung unter der Regie von Wilhelm Speidel.[26]

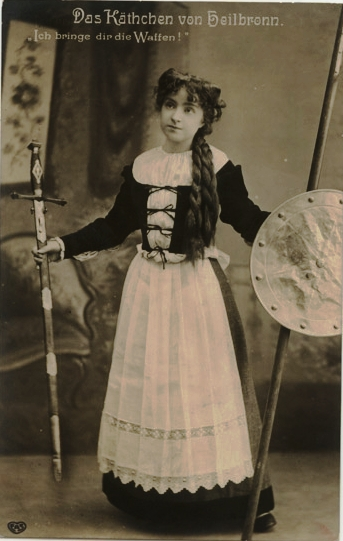
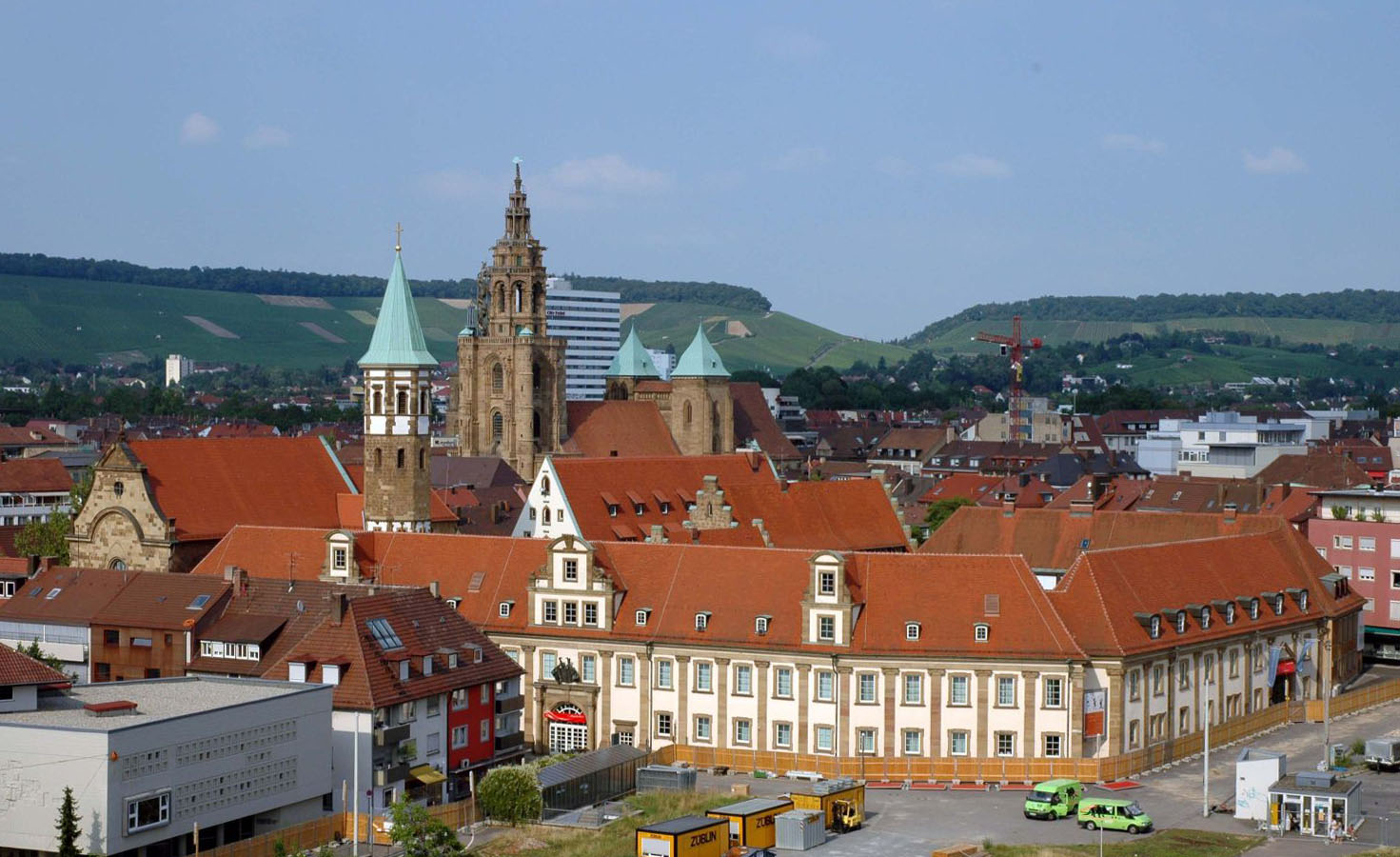
Deutschhof (Juli 2006)

### Kleines Theater Heilbronn e. V. (1951–1968)
In der „theaterlosen Zeit nach 1948“ wurde der Wunsch geäußert, einen Theaterbetrieb neu zu gründen. So wurde im Jahre 1951 der Kontakt zu dem Ortsausschuss des Deutschen Gewerkschaftsbundes gesucht. Grund war, dass der große Saal des Gewerkschaftshauses der einzige geeignete Raum in Heilbronn für ein Theater war. Der DGB stellte die Mittel und anfangs kostenlos den großen Saal und die dazu nötigen Räume bereit. Am 8. März 1951 fand die Premiere mit Ein Spiel von Tod und Liebe statt. Der aktive Spielleiter Hans Heinz Franckh hatte das Stück von Romain Rolland inszeniert. Das zweite Stück war ein Lustspiel von Paul Helwig: Flitterwochen. Aufgrund der hohen Besucherzahlen wurde im Sommer 1951 wurde der Verein Kleines Theater Heilbronn gegründet, der in allen Sparten des Schauspiels und Musical „oftmals bedeutende Leistungen [zeigte], die Stadt und Land durch laufend erhöhte Zuschüssen anerkannten“. 1. Vorsitzender war Hans Franke, 2. Vorsitzender war Hermann Wente. Die Theatereröffnung war am 12. Oktober 1951, gezeigt wurde Der Kreidekreis von Alfred Henschke (Klabund). Künstlerischer Leiter des Kleinen Theaters Heilbronn war Hans Heinz Franckh. Während in der Spielzeit 1951/1952 ausschließlich Schauspiele gezeigt wurden, gab man in der zweiten Spielzeit auch Operetten. Das Kleine Theater Heilbronn gab auch Gastspiele, so in Möckmühl, Weinsberg, Bietigheim, Ludwigsburg, Kornwestheim, Lauffen und Neckarsulm. Ende der Spielzeit 1953/54 beendete Hans Heinz Franckh seine Tätigkeit als künstlerischer Leiter und Walter Bison wurde neuer Oberspielleiter des Kleinen Theaters Heilbronn, der nun ein festes Ensemble anstellte. Anfang der Spielzeit 1956/57 wurde Walter Bison zum Intendanten ernannt. Musikalisch änderte sich einiges: So wurden neben dem Schauspiele die großen Operetten nur noch bis zur Spielzeit 1958/59 gegeben, danach gab es neben dem Schauspiel nur noch Musicals, Singspiele und musikalische Lustspiele. Nachdem Hans Franke 1964 verstorben war, übernahm Hermann Wente die Stelle als 1. Vorsitzender. Walter Brunken wurde am 1. April 1968 Verwaltungsleiter des Kleinen Theaters Heilbronn.

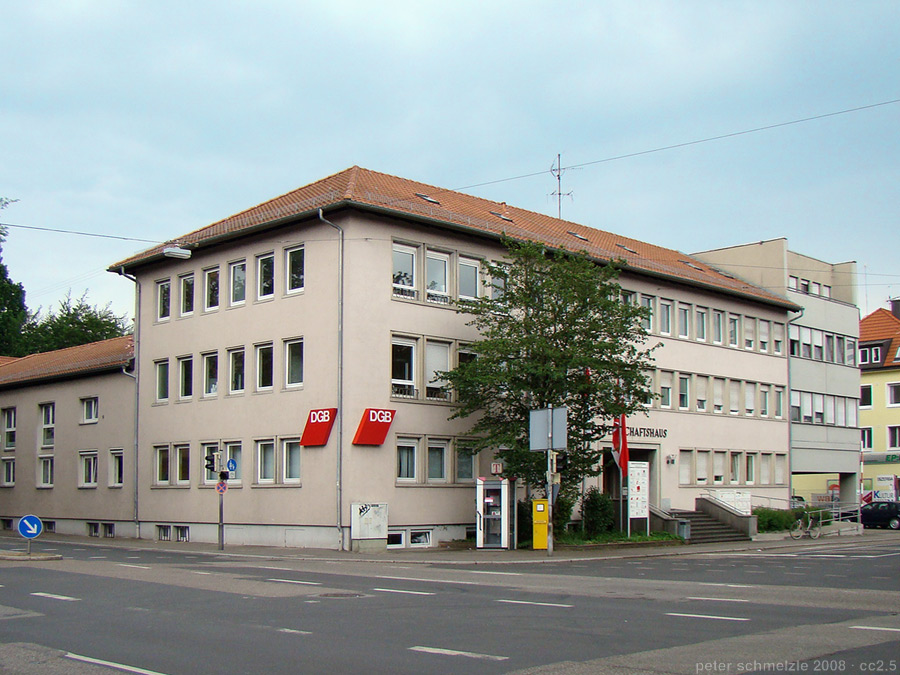
Gewerkschaftshaus

### Heilbronner Theater GmbH (ab 1968)
Zu Beginn der Spielzeit 1968/69 wurde die Rechtsform des Kleinen Theaters Heilbronn geändert. Es erfolgte die Gründung des Heilbronner Theaters; eine GmbH deren Gesellschafter mit 90 % die Stadt Heilbronn und ansonsten die Kulturgemeinschaft des DGB Stuttgart waren. Im August 1969 kam Ingrid Richter-Wendel ins Heilbronner Ensemble, dem sie am 20. Januar 2013, ihrem 80. Geburtstag, immer noch angehörte.
Neben dem Gewerkschaftshaus wurde im März 1970 mit der Studiobühne der Heilbronner Theater GmbH (Kleine Bühne) eine zweite Spielstätte in der Harmonie eröffnet. Bei der Premiere wurde Autobus 5 von Raymond Queneau gezeigt. Der Vorgänger der Studiobühne war das theater 68, das von dem Stadtrat Klaus Dieter Noé und dem Schauspieler Marc Luxemburger gegründet worden war und ohne öffentliche Subventionen über zwei Spielzeiten hinweg ein „ambitioniertes Kontrastprogramm gegenüber konventionellen, mehr am Publikumsgeschmack orientierten Spielplänen“ zeigte. Seit 1971 wurde dieses Unternehmen als Studiobühne der Heilbronner Theaters weitergeführt. Zusätzlich zum Spielplanangebot im Gewerkschaftshaus zeigte die Studiobühne mit 83 Sitzplätzen fünf bis acht, vornehmlich experimentelle und avantgardistische Stücke pro Spielzeit. März 1977 wurde der Betrieb der Studiobühne in der Harmonie beendet. 49 Studio-Produktionen waren bis dahin gezeigt worden.
Zu Beginn der Spielzeit 1976 feierte man das Jubiläum 25 Jahre Heilbronner Theater im Gewerkschaftshaus. Festinszenierung war die Komödie Was ihr wollt von William Shakespeare. Im Juli 1980 beendete Walter Bison seine Tätigkeit als Intendant und wurde durch OB Hoffmann mit dem Verdienstkreuz der Bundesrepublik ausgezeichnet. Neuer Intendant wurde ab der Spielzeit 1980/81 Klaus Wagner.
Eine zweite Spielstätte wurde am 19. September 1980 unter dem Intendanten Klaus Wagner in der Alten Kelter in der Gymnasiumstraße in Heilbronn eröffnet. Bei der Premiere wurde Anatevka, ein Musical von Scholem Alejchem geboten. Das Theater in der Kelter bot nun die Spielform des Raumtheaters an.

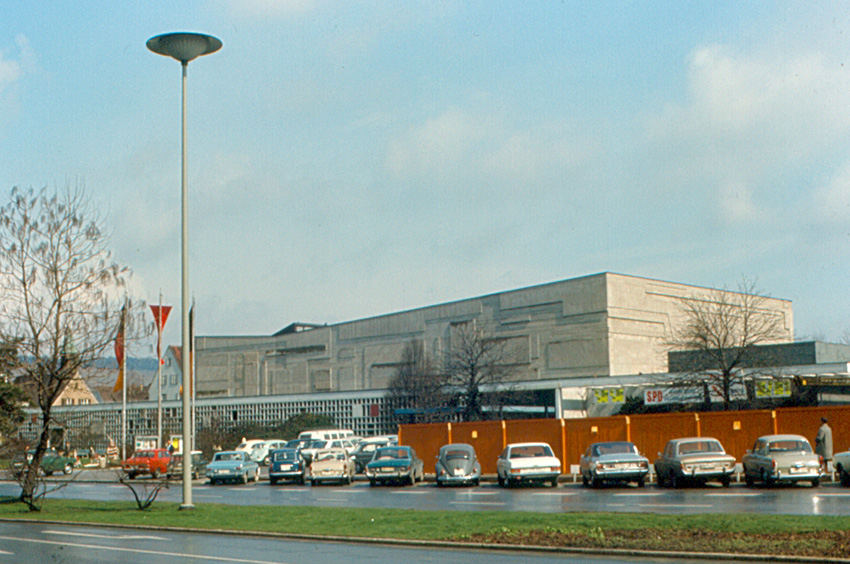
Die Studiobühne in der Harmonie 1970/1977

### Stadttheater Heilbronn (ab 1982)
Das Stadttheater Heilbronn wurde am 16. November 1982 mit dem Stück My fair Lady eingeweiht.

## Intendanten
- 1919–1933 Steng & Krauß
- 1933–1936 Richard Krauß
- 1936 Hans Gerhard Bartels
- 1937–1944 Franz-Joseph Delius
- 1956–1980 Walter Bison
- 1980–2003 Klaus Wagner
- 2003–2008 Dr. Martin Roeder Zerndt
- 2008 Axel Vornam[33]

## Uraufführungen

### Opfer (30. März 1920)
Die Kammerspiele boten dem zeitgenössischen, zeitkritischen Drama eine Bühne. Eine Generation, die vom Ersten Weltkrieg geprägt war, wurde in den „Goldenen Zwanziger Jahren“ am Heilbronner Stadttheater tätig. Sozialkritische und politische Problemstücke wurden am Theater aufgeführt. Überregional bekannt wurde das Heilbronner Theater durch das Schauspiel Opfer geschrieben von Hans Franke, das am 30. März 1920 uraufgeführt wurde und einen Skandal um Hauptdarsteller Albert Johannes auslöste.
Das Stuttgarter Neue Tagblatt schrieb:

„Das Motiv von der Revolution als Menschheitserlösung … wird von Franke mehr romantisch umschwärmt als expressionistisch bestimmt und konzentriert gestaltet. Frankes Sprache steigerte sich aus rhythmisierter Prosa häufig zu schön beschwingten Versen. Sie ist sehr reich an Bildern …, aber doch nicht eigentlich farbig … Der Aufwand von Worten ist immer stärker als die Wirkung. Der Klang der Sprache trägt nicht … Und hier liegt wahrscheinlich die entscheidende Frage für die weitere Entwicklung Frankes. Er ist ganz offenbar eine ungemein empfängliche, anschmiegsame Begabung. Aber er übernimmt zu viel von anderen. Man hat oft den Eindruck, dieser junge Dichter erlebe eigentlich nur indirekt. Er muß aber direkt erlebe, ursprünglich empfinden. Nur dann werden die Worte bei ihm wirklich Expression werden und nicht nur eine Bedeutung haben, sondern auch eine eigene Kranft des Ausdrucks gewinnen … Hier ist also für den jungen Hans Franke der Wendepunkt seines Schaffens …“

Im Schwäbischen Merkur aus Stuttgart war zu lesen.

„Franke ist ein Vertreter des Expressionismus. Wie alle Anhänger desselben will er hauptsächlich inneres Erleben in eine Kunstform bringen, aber zu einer packenden dramatischen Gestaltung, die die inneren Konflikte mit äußeren Handlungen in Zusammenhang bringt, fehlt ihm doch einigermaßen die Kraft … Die Sprache wird, wie es der Expressionismus liebt, oft durch zusammenhanglos hingeworfene Worte beeinträchtigt, ist aber sonst klar und treffend und in manchen der eingestreuten lyrischen Stellen von wirklicher Schönheit. Jedenfalls ist das Drama als Jugendwerk eine recht beachtenswerte Leistung.“

In den Leipziger Neuesten Nachrichten heißt es:

„es ist eine Ankünddigung, daß unter die Jungdramatiker ein Neutöner getreten ist, der sofern ihm letzte Oekonomie seines Gedankenreichtums gelingt, das Zeug dazu zu haben scheint, die Verschmelzung der in der dramatischen Kunst seit den Klassikern bis in die neueste Zeit gewordenen Ausdrucksformen in eine neue Ausdruckform der Dramatik voll Schönheit und dramatischen Schwung der Gedanken zu wagen.“

### Untergang (16. Februar 1925)
Hans Frankes Drama Untergang, das am 16. Februar 1925 im Theater seine Uraufführung erlebte wird wie folgt beschrieben:

„Die Aufführung selbst kann im ganzen für Heilbronn als eine sehr achtbare Leistung bezeichnet werden. Szenenbilder und Darstellung erfüllten den Sinn der Sprache, den Stil und die Idee mit Farbe, Blut und Gestaltung. Oberspielleiter Grupp bewies Talent, wenn er das Symbolhafte im allgemeinen beihielt und Turm, Kerker und Hauptstadt in einfachen Linien in den Raum warf. Nicht ganz gelungen schien die Konstruktion des Turmes, der eigentlich im Mittelpunkt des Geschehens stehen sollte. Er war zu kompliziert gebaut, verwirrte und differenzierte die vom Sinn geforderte Monotonie und glich eher einem Wohnhaus als einer erdrückenden Plastik an der alle Schreie der Seele notwendig abprallen sollten. Die Kerkerszene und die Molochpartie des 3. Aktes hatten in Beleuchtung und Aufbau Größe, Untergangsstimmung und Idee.“

Andere Uraufführungen waren die des Romans Die Nilpferdbude von Rudolf Utzinger, Die Stadt hinter dem Strom von Hermann Kasack, Volpone von Ben Jonson, Die Kreatur und Krankheit der Jugend von Theodor Tagger (Ferdinand Bruckner) und das Drama Jagt ihn ein Mensch! von Erwin Kolbenheyer, Lukardis von Jakob Wassermann sowie von Otto Rombach.

### Corpus Christi (1999)
Durch seine europäische Erstaufführung von Corpus Christi des amerikanischen Autors Terrence McNally vom September 1999 bis Februar 2000 wurde das Theater Heilbronn weltweit bekannt. Der Titel wurde offiziell als Heimatstadt des amerikanischen Künstlers angegeben, andere sehen darin eine Passionsgeschichte moderner Art: Jesus und seine Jünger werden darin als eine homosexuelle Männergruppe dargestellt, die Figur Marias ist als Transvestitenrolle angelegt und wird als Prostituierte dargestellt.
Das Schwäbische Tagblatt aus Stuttgart vom 26. März 2000 meint in Heilbronn ist nicht Oberammergau:

„Heute Abend zum Beispiel geht sie über die Heilbronner Bühne, die heftig umstrittene Schwulen-Passion Corpus Christi, […] Gewiss, der Menschensohn outet sich als schwul und ist mitunter sogar zu (glaubens) schwach zum Heilen. Doch nimmt er den oft strapazierten Begriff der Liebe ernst und manchmal wörtlich: Ein unchristliches, gefühlsverletzendes oder gar gotteslästerliches Machwerk stellen weder der Text noch die (ziemliche harmlose) Theateraufführung dar. Und dass die Inkarnation Christi auch einen Corpus haben kann, also nicht ganz ohne Sünde bleibt, muss als Idee erlaubt sein …“